# Alberto Tassotti
Alberto Tassotti (Paluzza, 16 giugno 1918 – Gemona del Friuli, 29 giugno 2008) è stato un fondista e combinatista nordico italiano.

## Biografia
Nato a Paluzza, in provincia di Udine, nel 1918, a 29 anni prese parte ai Giochi olimpici di Sankt Moritz 1948, sia nello sci di fondo che nella combinata nordica. Nel primo sport partecipò alla 18 km, terminando 50º in 1h28'16". Nella combinata nordica concluse invece 28º con 342.10 punti.
Ai campionati italiani di sci di fondo vinse 1 bronzo nella 50 km, mentre a quelli di combinata nordica 1 oro, 1 argento e 1 bronzo nell'individuale.
Soprannominato Pieri da Nere, fu anche alpinista.
Nel febbraio del 1965, in cordata con Walter Bonatti e Gigi Panei, tentò la prima invernale alla parete nord del Cervino. L'impresa fallì a causa di una violenta bufera che colpì i tre alpinisti in alta quota e li costrinse alla ritirata dopo alcuni giorni di forzato bivacco in parete.
Morì nel giugno 2008, a 90 anni appena compiuti.